# Real Filharmonía de Galicia
La Real Filharmonía de Galicia (in castigliano: Real Filarmonía de Galicia, abbreviato in RFG) è un'orchestra filarmonica con sede a Santiago di Compostela. Essa appartiene alla Asociación Española de Orquestas Sinfónicas (Sezione Spagnola delle Orchestre Sinfoniche AEOS).

## Storia
Esordì nel febbraio 1996 in un concerto diretto dal maestro Helmuth Rilling. Dopo i suoi spettacoli del 1996 presso l'Auditorium Nazionale di Madrid e del 1997 a La Coruña, Valencia e León, l'orchestra andò in tournée in Europa nel gennaio del 1998, eseguendo concerti in Germania e in Austria, sotto la direzione di H. Rilling, accompagnata dal coro Gächinger Kantorei Stoccarda. Furono eseguiti Le stagioni di Haydn ed Il Messia di Händel davanti a più di 7000 spettatori. Alla fine del tour la Royal Philharmonic Orchestra della Galizia era diventata la prima orchestra spagnola ad esibirsi al Großes Festspielhaus di Salisburgo durante la celebrazione della Settimana Mozartiana.
Nel marzo 1998, la Real Filharmonía de Galicia cominciò a registrare sotto la direzione di Rilling le sinfonie complete di Franz Schubert per la prestigiosa casa discografica Hänssler Classic. Questo progetto culminò nella pubblicazione dei primi due CD con le sinfonie n. 1, 2, 3 e 4. Nel luglio dello stesso anno, sotto la direzione di Zumalave, l'orchestra si esibì nell'ambito dell'Expo 1998 di Lisbona e nel mese di agosto inaugurò con il Messia di Händel, la prima edizione del Compostela Millennium Festival, concerto offerto presso la Cattedrale di Santiago di Compostela, davanti a più di 2.000 persone.
Nei primi mesi del 1999 fece la sua seconda tournée internazionale, nella quale eseguì l'Elías di Mendelssohn all'Auditorio Nacional de Madrid, come parte del ciclo Orchestre del Mundo de Ibermúsica e il Festival Europeo della Música di Stoccarda.
La Real Filharmonía de Galicia è stata anche una delle orchestre invitate al XXIV Festival Internazionale di Musica di Segovia, il Festival Internazionale di Musica della Galizia e nella seconda edizione del Compostela Millennium, dove si esibì sotto la direzione di Neville Marriner.
L'Orchestra, sotto la direzione di Antoni Ros-Marbà anche offrì concerti in diverse città spagnole come Sabadell, Bilbao, Madrid, Barcellona, concludendo la stagione 2001-2002 con le opere Fidelio di Beethoven e Così fan tutte di Mozart. La RFG fu anche invitata al Concorso Pianistico Internazionale Paloma O'Shea di Santander. Dal gennaio 2013 il britannico Paul Daniel è il nuovo direttore.
La RFG continua ad arricchire il suo vasto repertorio, che va da Bach a oggi, con particolare attenzione agli autori del classicismo viennese, recuperando anche il lavoro di compositori della Galizia, come Rogelio Groba, Octavio Vazquez, Xavier De Paz, P. Pereiro, O. Rodríguez, X. Viaño, Manuel Balboa, Andrés Gaos, Juan Durán o J. J. Castro.
Inoltre, la Real Filharmonía de Galicia ha un ruolo centrale nei "Concerti didattici per Xoves" offerti dall'Auditorium a collegi e istituti della Galizia e sostiene progetti per la città con l'Università di Santiago e il Conservatorio di Musica.
Il lavoro e gli obiettivi della Real Filharmonía de Galicia sono rinforzati con la Scuola Superiore di Studi Musicali, progetto di formazione pedagogica di musicisti di alto livello gestiti dall'Instituto Gallego de las Artes Escénicas y Musicales (IGAEM).

## Direttori

### Direttori principali
- Helmuth Rilling (1996-2000)
- Antoni Ros-Marbà (2001-2013)
- Paul Daniel (2013-presente)

### Direttori ospiti
Oltre al maestro Rilling, Antoni Ros-Marbà e Paul Daniel, così come il suo direttore associato, il compostelano Maximino Zumalave, sono stati ospiti i direttori: Navarro García, Odón Alonso, Enrique García Asensio, Edmon Colomer, Pedro Alcalde, Neville Marriner, David Shallon, Jeffrey Kahane, Gilberto Vargas, Leopold Hager, Kryzstof Penderecki, Christoph Poppen, Jan-Latham Koenig, Antonio Florio e Peter Maxwell Davies.

## Solisti
Come solisti hanno suonato con la Real Filharmonía de Galicia, tra gli altri, musicisti del calibro dei violinisti Frank Peter Zimmermann e Ulrike-Mahti alma, il violoncellista M. Rostropovich, il mezzosoprano Teresa Berganza, i pianisti Alicia de Larroche, Tzimon Barto, Nikolaus Lahusen, Jeffrey Kahane, Rudolf Buchbinder, Robert David Levin, Joaquín Achúcarro, Katia e Marielle Labèque, Evgeni Koroliov e György Sebok, e il flautista Jean-Claude Gérard.

## Curiosità
Un sondaggio condotto nel 2005 tra i direttori d'orchestra, solisti, critici e musicisti ha scelto la Real Filharmonía de Galicia come la quarta migliore orchestra in Spagna, solo dopo l'Orquesta Sinfónica de Tenerife, l'Orquesta Sinfónica de Galicia e l'Orquesta Ciudad de Granada.